# Generaciones telescópicas
Generación telescópica hace referencia a un fenómeno observado en algunas especies partenogenéticas, como los áfidos o las pulgas de agua, que se caracteriza por la presencia dentro de una hembra ovovivípara de una o varias hijas que, a su vez, albergan embriones partenogenéticos.
Este patrón de reproducción también puede ocurrir en ciertos ácaros que no son partenogenéticos, por ejemplo en el género Adactylidium, en el que las crías eclosionan y se aparean dentro de la madre, comiéndola por dentro y luego escapando; en algunas especies los machos nunca escapan, y en otras mueren poco tiempo después. 